# Krążowniki lekkie typu La Galissonnière
Krążowniki typu La Galissonnière – typ francuskich lekkich krążowników z okresu II wojny światowej. Typ okrętów nosił oznaczenie La Galissonnière dla uczczenia XVIII-wiecznego francuskiego admirała Rolland-Michel Barrin markiza de La Galissonnière.

## Historia
Stępkę pod pierwszy okręt typu „La Galissonnière” położono 15 grudnia 1931 w stoczni Arsenal de Brest. Wodowanie miało miejsce 18 listopada 1933, wejście do służby 1 stycznia 1936. Podczas II wojny światowej 3 okręty tego typu przeszły na stronę aliantów a 3 zostały zatopione w listopadzie 1942 w porcie w Tulonie, aby nie wpadły w ręce Niemców.

## Zbudowane okręty
- La Galissonniere – rozpoczęcie budowy 15 grudnia 1931, wodowanie 18 listopada 1933, wejście do służby 1 stycznia 1936. Po klęsce Francji w 1940 należał do państwa Vichy. W listopadzie 1942 w obawie przed przejęciem przez Niemców zatopiony przez załogę w porcie Tulon. Podniesiony z dna i przekazany Włochom, nie wszedł jednak do służby. Zatopiony przez aliancki nalot 18 sierpnia 1944.
- Montcalm – rozpoczęcie budowy 15 listopada 1933, wodowanie 26 października 1935, wejście do służby 15 listopada 1937. Po przegranej Francji w 1940 służył po stronie Vichy, od listopada 1942 w składzie sił wolnych Francuzów. W czerwcu wspomagał lądowanie aliantów w Normandii. Wycofany ze służby w 1957, złomowany w 1970.
- Georges Leygues – rozpoczęcie budowy 21 września 1933, wodowanie 24 marca 1936, wejście do służby 15 listopada 1937, złomowany 1959.
- Jean de Vienne – rozpoczęcie budowy 20 grudnia 1931, wodowanie 31 lipca 1935, wejście do służby 10 lutego 1937. Zatopiony przez załogę 27 listopada 1942.
- Marseillaise – rozpoczęcie budowy 23 października 1933, wodowanie 17 lipca 1935, wejście do służby 10 października 1937. Zatopiony przez załogę 27 listopada 1942.
- Gloire – rozpoczęcie budowy 13 listopada 1933, wodowanie 28 września 1935, wejście do służby 15 listopada 1937, złomowany 1958.